# 24414 Anzhenhosp
24414 Anzhenhosp è un asteroide della fascia principale. Scoperto nel 2000, presenta un'orbita caratterizzata da un semiasse maggiore pari a 2,6110635 au e da un'eccentricità di 0,1385937, inclinata di 15,39320° rispetto all'eclittica.